# Jean-Paul Régimbald
Jean-Paul Régimbald (North Bay, 4 de julio de 1931-Granby, 8 de septiembre de 1988) fue un sacerdote católico, religioso trinitario y autor canadiense. Conocido por ser el iniciador de la Renovación Carismática Católica en Canadá. Famoso además por sus opiniones sobre las teorías de conspiración y antimasónicas, y por sus críticas a los supuestos mensajes subliminales de la música rock. 

## Biografía
Jean-Paul Régimbald nació en North Bay, provincia de Ontario, Canadá, el 4 de julio de 1931. Ingresó a la Orden de la Santísima Trinidad, en la casa de Saint-Bruno-de-Montarville, en 1948, donde cambió su nombre a Juan Pablo de Jesús (en francés: Jean-Paul de Jesus). En dicha casa fue ordenado sacerdote el 11 de mayo de 1957. Fue profesor en el Centro Católico de la Universidad de Otawa (1963), completó estudios en criminología (1966) y ejerció su ministerio sacerdotal como capellán de prisiones (1966-1969).
En 1969, a causa de una grave enfermedad debe ser trasladado a Arizona, Estados Unidos. Estando allí conoció el naciente movimiento de la Renovación Carismática Católica. Gracias a esta experiencia se ejercitó en el ministerio de la predicación y ganó fama en ello, en Estados Unidos y Canadá.
Régimbald regresó a Quebec en 1970, fue designado como conventual de la Casa de la Trinidad de Granby, por entonces noviciado de la Provincia de Canadá de los trinitarios. Allí comenzó a organizar las tardes de oración y a dirigir retiros y ejercicios espirituales a sacerdotes, religiosos y laicos, sin abandonar el ministerio de la predicación que le llevaba a viajar frecuentemente por Canadá, Estados Unidos e incluso en otras partes del mundo. El movimiento carismático de Granby tomó fuerza extendiéndose a parroquias, colegios y otros centros canadienses (1975-1976), al punto que fueron los encargados de realizar el Congreso Carismático de marzo de 1971, al cual asistieron más de 34 mil personas. A ello, contribuyó en gran parte el empeño emprendido por el religioso trinitario.
Jean Paul cayó gravemente enfermo en 1985 y, con solo 57 años de edad, murió el 8 de septiembre de 1988, en la Casa de la Trinidad de Granby.

## Pensamiento
El pensamiento de Régimbald estaba fuertemente influenciado por el naciente movimiento carismático católico, de tipo neo-pentecostal, mas para él, su visión eclesiológica era universal, pues repetía con frecuencia que la Renovación Carismática era uno de los tantos carismas concedidos a la Iglesia, pero no el único. Insistía además, en que la renovación no debía quedarse en una simple experiencia de fe, sino que debía transformar todos los aspectos de la vida del cristiano. Inspirados en esta doctrina, surgieron otros movimientos eclesiales católicos como Jesús Obrero, Comunidad de la Alianza y las Bienaventuranzas.
En el pensamiento teológico de Jean-Paul Régimbald destacan sus opiniones sobre las teorías de conspiración según las que el orden mundial es controlado por un grupo muy poderoso y malintencionado. Habitualmente identificaba este grupo con los Illuminatis, el gobierno mundial y los altos grados de la masonería. Curiosamente, en sus entrevistas, el sacerdote canadiense, utilizaba ya el concepto de «nuevo orden mundial», mucho antes de la popularización del mismo tras la caída del comunismo.
Régimbald denuncia también los supuestos mensajes subliminales de la música rock en su libro Rock'n roll. Viol de la conscience par les messages subliminaux. Para el sacerdote canadiense, la música a altos niveles de sonido, propiciada principalmente en las discotecas, como el rock'n roll, no hacen más que aislar a la persona de los demás, como si en el mundo únicamente existiera ella sola, permitiendo así que sea presa fácil de los llamados mensajes subliminales.
Otros personajes se han visto influenciados por el pensamiento de Régimbald, entre ellos el también sacerdote católico francés Benoît Domergue.

## Obras
Publicaciones
- La révolution de l’amour, Éditions Stanké, 1981[1]
- Le rock’n’roll – viol de la conscience par les messages subliminaux, Éditions Saint-Raphaël, 1981[1] ISBN 2-89129-391-6
- Le renouveau charismatique et le problème de l’occultisme, Éditions Jésus rassemble son peuple, 1994[8]
- Les charismes… Cadeaux du Saint-Esprit, Éditions Jésus rassemble son peuple 1994[8]
- Huit fois bienheureux, Pneumathèque Burtin, 1996[8]

K7
- La Découverte de la vie dans l’esprit
- Pastorale auprès des malades et des mourants
- Les Illuminatis

Vídeos
- L’Amour de Dieu
- Sacrement du pardon/du mariage
- L’Esprit de l’évangélisation
- La Croissance dans l’esprit